# Фалерія
Фалерія (італ. Faleria) — муніципалітет в Італії, у регіоні Лаціо,  провінція Вітербо.
Фалерія розташована на відстані близько 38 км на північ від Рима, 36 км на південний схід від Вітербо.
Населення — 2177 осіб (2014).
Щорічний фестиваль відбувається 13 січня. Покровитель — San Giuliano.

## Демографія
Населення за роками:

Станом на 1 січня 2023 року в муніципалітеті офіційно проживали 232 іноземці з 27 країн, серед них 119 громадян країн Євросоюзу та 9 громадян України.

## Сусідні муніципалітети
- Кальката
- Кастель-Сант'Елія
- Чивіта-Кастеллана
- Маццано-Романо
- Риньяно-Фламініо
- Сант'Оресте